# Первомайское (Павлодарская область)
Первомайское (каз. Первомайское) — село в Теренкольском районе Павлодарской области Казахстана. Входит в состав Октябрьского сельского округа. Код КАТО — 554859500.

## Население
В 1999 году население села составляло 340 человек (166 мужчин и 174 женщины). По данным переписи 2009 года, в селе проживало 198 человек (103 мужчины и 95 женщин).